# راهوفتسي
راهوفتسي (بالبلغارية: Раховци)‏ قرية تقع إدارياً ضمن بلدية غابروفو ‏ في بلغاريا. ويبلغ عدد سكانها 43 نسمة حسب تعداد 15 مارس 2015. تعتمد راهوفتسي للبريد على الرمز البريدي 5343.